# Eldridge-Berlin-McKusick-Money-Syndrom
Das Eldridge-Berlin-McKusick-Money-Syndrom ist eine sehr seltene angeborene Erkrankung mit einer Kombination von Innenohrschwerhörigkeit, Kurzsichtigkeit (Myopie) und Verhaltensauffälligkeit.
Synonyme sind: Eldridge-Syndrom; Hochgradige Myopie-sensorineurale Schwerhörigkeit-Syndrom ; englisch High myopia-sensorineural deafness syndrome; deafness-and-myopia-syndrome; Deafness and myopia; DFNMYP
Die Krankheit ist benannt nach Rosewell Eldridge, Charles Berlin, John Money und Victor Almon McKusick.

## Verbreitung
Die Häufigkeit wird mit unter 1 zu 1.000.000 angegeben, bislang wurde erst über wenige Familien berichtet. Die Vererbung erfolgt autosomal-rezessiv.

## Ursache
Der Erkrankung liegen homozygote Mutationen im SLITRK6-Gen auf Chromosom 13 Genort q31.1 zugrunde.

## Klinische Erscheinungen
Diagnostische Kriterien sind:
- Beginn bereits als Säugling oder als Kleinkind
- Angeborene beidseitige Innenohrschwerhörigkeit mit nur geringer Verschlechterung, als Folge davon eine verzögerte Sprachentwicklung.
- Ausgeprägte Kurzsichtigkeit (Myopie) mit vermindertem Sehvermögen
- Leichte psychomotorische und intellektuelle Behinderung sowie Neigung zu Autismus und/oder Schizophrenie.
- keine weiteren Auffälligkeiten

## Differentialdiagnostik
Abzugrenzen sind das Stickler-Syndrom und das Donnai-Barrow-Syndrom.